# Psychotria cotejensis
Psychotria cotejensis är en måreväxtart som först beskrevs av Paul Carpenter Standley, och fick sitt nu gällande namn av Joseph Harold Kirkbride. Psychotria cotejensis ingår i släktet Psychotria och familjen måreväxter. Inga underarter finns listade i Catalogue of Life.